# Caucazul Mare

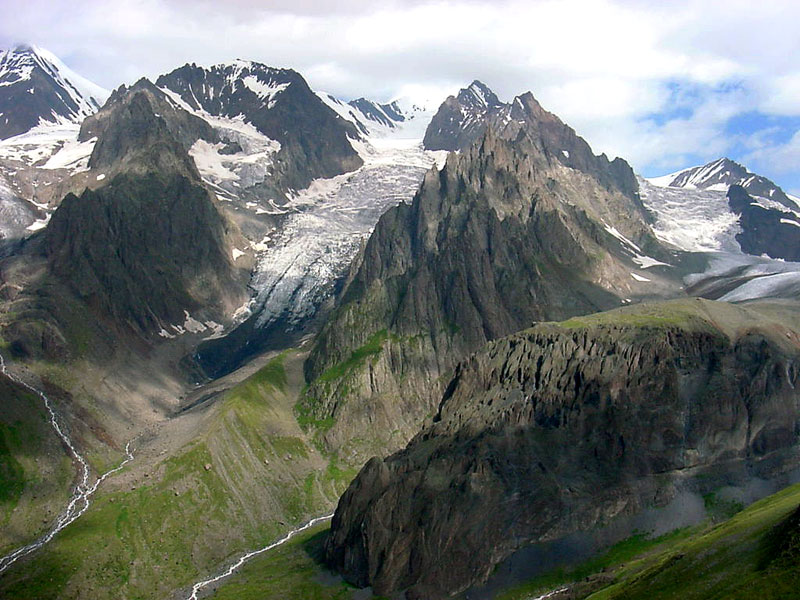

Caucazul Mare (în rusă Большой Кавказ; în azeră Böyük Qafqaz; în georgiană დიდი კავკასიონი) este cel mai înalt lanț muntos din masivul Caucaz. Creasta munților este situată pe linia de graniță dintre Rusia, Georgia și Azerbaidjan. Munții se întind pe o lungime de 1.100 km, având lățimea de 160 km. Ei se întind pe direcția est sud-est spre vest nord-vest, de la peninsula Abșeron (Marea Caspică) până la peninsula Taman (Marea Neagră) și din sud de la Soci până în nord lângă Baku. În nord se întind „munții Negri” (600 m) care sunt acoperiți de păduri. Spre sud munții au o altidune medie între 1.200 - 1.500 m, atingând 3.629 m. Mai jos, spre sud-vest urmează Caucazul Pontic (600 - 1.200 m), iar spre centru piscurile mai înalte  Elbrus, Șhara și Kazbek ce ating altitudinea de 5.642 m. Spre est se află munți Surami, acoperiți de păduri conifere și foioase ce ating 1.926 m. Mai departe, spre est Caucazul Caspic care este lipsit de păduri.

## Vârfuri
- Elbrus, 5.642 m,  43°21′18″N 42°26′21″E / 43.35500°N 42.43917°E
- Dykh-Tau, 43°3′N 43°8′E / 43.050°N 43.133°E
- Șhara 5.201 m, 43°1′N 43°17′E / 43.017°N 43.283°E
- Djanga, 5.051 m, 43°01′08″N 43°03′24″E / 43.01889°N 43.05671°E
- Kazbek, 5.047 m, 42°41′51″N 44°31′08″E / 42.69750°N 44.51889°E
- Șota Rustaveli, 4.860 m, 43°01′33″N 43°02′37″E / 43.02592°N 43.04349°E
- Ușba, 4.710 m, 43°07′29″N 42°39′32″E / 43.12486°N 42.65901°E
- Tebulosmta, 4493 m, 42°38′N 45°19′E / 42.64°N 45.32°E
- Diklosmta, 4285 m, 42°33′N 45°48′E / 42.55°N 45.80°E
- Bazardüzü, 4466 m, 41°16′N 47°47′E / 41.27°N 47.79°E
- Vârful Babadag, 3.629 m, 41°05′N 48°29′E / 41.083°N 48.483°E
- Tetnuld, 4858 m, 43°01′52″N 42°59′35″E / 43.03113°N 42.99319°E
- Ailama, 4525 m, 42°57′29″N 43°10′43″E / 42.95806°N 43.17861°E

## Trecători
- Pasul Dariel, 1.204 m
- Pasul Krestovy (germană Kreuzpass), 2.379 m
- Pasul Roki
- Marukhis Ugheltekhili (43°23′N 41°22′E / 43.38°N 41.37°E)
- Pasul Kluhorskij, 2.786 m
- Pasul Mamison, 2.820 m
- Ivris Ugheltehili, 2.379 m (42°30′N 44°27′E / 42.50°N 44.45°E)
- Pasul Duebrar, 2.209 m